# Or Sasson
Or Sasson (em hebraico:  אור "אורי" ששון‎; Jerusalém, 18 de agosto de 1990) é um judoca israelense da categoria mais de 100 quilos, medalhista olímpico.

## Carreira
Sasson conquistou a medalha de bronze nos Jogos Olímpicos de 2016.